# Боасерон
Боасерон (фр. Boisseron) је насеље и општина у јужној Француској у региону Лангдок-Русијон, у департману Еро која припада префектури Монпелије.
По подацима из 2011. године у општини је живело 1.777 становника, а густина насељености је износила 238,2 становника/km². Општина се простире на површини од 7,46 km². Налази се на средњој надморској висини од 32 метара (максималној 77 m, а минималној 19 m).

## Демографија
| 1962. | 1968. | 1975. | 1982. | 1990. | 1999. | 2011. |
| ----- | ----- | ----- | ----- | ----- | ----- | ----- |
| 560   | 583   | 643   | 864   | 981   | 1.151 | 1.777 |

График промене броја становника у току последњих година